# Чемпионат мира по спидвею среди пар
Чемпионат мира по спидвею среди пар - ежегодный турнир, проводимый Международной мотоциклетной федерацией (FIM) в 1970-1993 гг.

## История
В 1968 и 1969 были проведены первые международные соревнования по спидвею среди пар, не имевшие, однако, статуса официальных, несмотря на то, что в 1969 г. победителям вручались медали.
Первый официальный чемпионат мира по спидвею среди пар состоялся в 1970 г. в Мальмё и проводился с тех пор ежегодно вплоть до 1994 г., когда Чемпионат был упразднен (однако гонки Кубка мира по спидвею в 1994-1998 гг. проводились именно по "парной" системе").

## Правила
Соревнования состояли из нескольких отборочных этапов и финала, в каждом из которых принимало участие 7 команд в составе 2 гонщиков (с 1991 разрешен третий (запасной) гонщик).

## Победители
| Год                    | Место финала | Победитель                                             | Второе место                                               | Третье место                                           |
| 1968                   | Кемптен      | Швеция Ове Фундин, Тобйорн Харрисон                    | Великобритания Джефф Мадж, Рэй Уилсон                      | Норвегия Оддс Фоссенген, Ойвинд Берг                   |
| 1969                   | Стокгольм    | Новая Зеландия Айвен Мейджер, Бобби Эндрюс             | Швеция Ове Фундин, Готе Нордин                             | Великобритания Наджел Букок, Мартин Эшби               |
| Официальные чемпионаты |              |                                                        |                                                            |                                                        |
| 1970                   | Мальмё       | Новая Зеландия Ронни Мур, Айвен Мейджер                | Швеция Ове Фундин, Бенгт Янссон                            | Англия Эрик Букок, Наджел Букок                        |
| 1971                   | Рыбник       | Польша Ежи Щакель, Анджей Выгленда                     | Новая Зеландия Барри Бриггс, Айвен Мейджер                 | Швеция Андерс Миханек, Бернт Перссон                   |
| 1972                   | Бурос        | Англия Рэй Уилсон, Терри Беттс                         | Новая Зеландия Айвен Мейджер, Ронни Мур                    | Швеция-2 Бернт Перссон, Хассе Холмквист                |
| 1973                   | Бурос        | Швеция Андерс Миханек, Томми Янссон                    | Дания Оле Ольсен, Курт Бёг                                 | Польша Зенон Плех, Збигнев Марциновски                 |
| 1974                   | Манчестер    | Швеция Андерс Миханек, Сёрен Сьёстен                   | Австралия Фил Крамп, Джон Боулджер                         | Новая Зеландия Айвен Мейджер, Барри Бриггс             |
| 1975                   | Вроцлав      | Швеция Андерс Миханек, Томми Янссон                    | Польша Эдуард Янцаж, Пётр Брузда                           | Дания Оле Ольсен, Ян Хеннигсен                         |
| 1976                   | Эскильстуна  | Англия Джон Луис, Малкольм Симмонс                     | Дания Оле Ольсен, Финн Томсен                              | Швеция Бенгт Янссон, Бернт Перссон                     |
| 1977                   | Манчестер    | Великобритания Петер Коллинс, Малкольм Симмонс         | Швеция Андерс Миханек, Бернт Перссон                       | ФРГ Эгон Мюллер, Ханс Вассерманн                       |
| 1978                   | Хожув        | Великобритания Малкольм Симмонс, Гордон Кеннет         | Новая Зеландия Айвен Мейджер, Ларри Росс                   | Дания Оле Ольсен, Финн Томсен                          |
| 1979                   | Войенс       | Дания Оле Ольсен, Ханс Нильсен                         | Великобритания Майкл Ли, Малкольм Симмонс                  | Польша Эдуард Янцаж, Зенон Плех                        |
| 1980                   | Кршко        | Великобритания Дэйв Джессап, Петер Коллинс             | Польша Эдуард Янцаж, Зенон Плех                            | Дания Оле Ольсен, Ханс Нильсен                         |
| 1981                   | Хожув        | США Брюс Пенхолл, Бобби Шварц                          | Новая Зеландия Айвен Мейджер, Ларри Росс                   | Польша Зенон Плех, Эдуард Янцаж                        |
| 1982                   | Сидней       | США Деннис Сигалос, Бобби Шварц                        | Великобритания Петер Коллинс, Кенни Картер                 | Дания Ханс Нильсен, Оле Ольсен                         |
| 1983                   | Гётеборг     | Великобритания Кенни Картер, Петер Коллинс             | Австралия Билли Сандерс, Гари Гуглиельми                   | Дания Ханс Нильсен, Эрик Гундерсен                     |
| 1984                   | Лониго       | Великобритания Крис Мортон, Петер Коллинс              | Дания Ханс Нильсен, Эрик Гундерсен                         | Новая Зеландия Митч Ширра, Айвен Мейджер               |
| 1985                   | Рыбник       | Дания Эрик Гундерсен, Томми Кнудсен                    | Великобритания Кенни Картер, Кельвин Тейтум                | США Шон Моран, Бобби Шварц                             |
| 1986                   | Поккинг      | Дания Ханс Нильсен, Эрик Гундерсен                     | США Келли Моран, Сэм Ермоленко                             | Чехословакия Антонин Каспер, Роман Матоушек            |
| 1987                   | Пардубице    | Дания Ханс Нильсен, Эрик Гундерсен                     | Великобритания Кельвин Тейтум, Саймон Уигг                 | США Келли Моран, Сэм Ермоленко                         |
| 1988                   | Брадфорд     | Дания Ханс Нильсен, Эрик Гундерсен                     | Великобритания Кельвин Тейтум, Саймон Кросс                | США Шон Моран, Сэм Ермоленко                           |
| 1989                   | Лешно        | Дания Ханс Нильсен, Эрик Гундерсен                     | Швеция Джимми Нильсен, Пер Йонсоон                         | Великобритания Кельвин Тейтум, Пол Торп                |
| 1990                   | Ландсхут     | Дания Ян Педерсен, Ханс Нильсен                        | Австралия Тодд Уилтшир, Ли Адамс                           | Венгрия Золтан Адорьян, Шандор Тиханьи                 |
| 1991                   | Познань      | Дания Ханс Нильсен, Ян Педерсен, Томми Кнудсен         | Швеция Хенрик Густафссон, Джимми Нильсен, Пер Йонсоон      | Норвегия Ларс Гуннестад, Эйнар Кюллингстад, Тор Хиельм |
| 1992                   | Лониго       | США Грэг Хэнкок, Сэм Ермоленко, Ронни Корри            | Великобритания Гэри Хэвлок, Кельвин Тейтум, Мартин Дьюгард | Швеция Пер Йонсоон, Хенрик Густафссон, Тони Рикардссон |
| 1993                   | Войенс       | Швеция Тони Рикардссон, Хенрик Густафссон, Пер Йонсоон | США Ронни Корри, Сэм Ермоленко, Грэг Хэнкок                | Дания Ханс Нильсен, Томми Кнудсен, Брайан Каргер       |
| Год                    | Место финала | Победитель                                             | Второе место                                               | Третье место                                           |

## Медальный зачёт
| Позиция | Страна          | Gold | Silver | Bronze | Всего |
| ------- | --------------- | ---- | ------ | ------ | ----- |
| 1.      | Дания           | 8    | 3      | 6      | 17    |
| 2.      | Великобритания1 | 7    | 6      | 2      | 15    |
| 3.      | Швеция          | 4    | 4      | 4      | 12    |
| 4.      | США             | 3    | 2      | 3      | 8     |
| 5.      | Новая Зеландия  | 1    | 4      | 2      | 7     |
| 6.      | Польша          | 1    | 2      | 3      | 6     |
| 7.      | Австралия       |      | 3      |        | 3     |
| 8.      | Венгрия         |      |        | 1      | 1     |
|         | ФРГ             |      |        | 1      | 1     |
|         | Норвегия        |      |        | 1      | 1     |
|         | Чехословакия    |      |        | 1      | 1     |

## Статистика
Наиболее титулованным участником Чемпионата мира по спидвею среди пар всех времён является датчанин Ханс Нильсен, обладатель 7 золотых, 1 серебряной и 4 бронзовых медалей.